# FLCL
FLCL (フリクリ Furi Kuri, også Fooly Cooly) er en anime OVA-serie co-produceret af Gainax og Production I.G. Serien blev skabt og instrueret af Kazuya Tsurumaki og skrevet af Yōji Enokido.

## Plot
Serien følger drengen Naota Nandaba (Naota-kun), som bor i en fiktiv japansk forstad kaldet Mabase. Naota bliver kørt over af kvinden Haruhara Haruko på en Vespascooter, hvorefter hun slår ham i hovedet med sin Rickenbacker 4001 basguitar, og derved begynder der at komme robotter og andre ting ud af Naota-kuns hoved.

## Karakterer
- Naota-kun er hovedpersonen i serien. Han er besat af at virke moden og forsøger at agere nonchalant.
- Haruhara Haruko er Mabases nyeste beboer; en ikke-jordisk eftersøgningsagent for det Galaktiske Rumpatruljebroderskab.
- Mamimi Samejima (Mamimi-Chan) er Naota-kuns storebrors tidligere kæreste. Hun hænger nu ud med Naota-kun det meste af tiden, men er depressiv og adopterer løbende nye dyr, som hun kalder Ta-kun som erstatning for Naotas bror.
- Canti er den første robot som dukker ud af Naota-kuns hoved. Den har opnået gudestatus hos Mamimi-chan.